# Vauderens
Vauderens (Voudèrin  en patois fribourgeois) est une localité et une ancienne commune suisse du canton de Fribourg, située dans le district de la Glâne.

## Histoire

Photo aérienne (1964)

Le village est mentionné pour la première fois au début du XIIe siècle lorsque Guilelmus de Vualdenens est cité dans un acte de l'abbaye d'Hauterive. Par la suite, Vauderens est propriété des familles de Prez de Maillardoz au sein de la seigneurie de Rue, puis du bailliage de Rue dès 1536. En 1789, le village est érigé en commune et fait partie du district de Rue jusqu'en 1848, puis de celui de la Glâne.
Le 1er janvier 2001, la commune est incorporée dans celle d'Ursy. La même année, un tunnel ferroviaire portant le nom du village est mis en service.